# Die Reinerbachmühle
Die Reinerbachmühle ist eine Erzählung des deutschen Schriftstellers Heinrich Zillich (1898–1988). Sie ist 1935 erstmals erschienen.

## Inhalt
Die Erzählung spielt in Siebenbürgen nach dem Ersten Weltkrieg zur Zeit um den Anschluss Siebenbürgens an Rumänien. Die Hauptperson ist der Arzt Georg Kirschen, der auf Grund eines Sonnenstichs aus der Bahn geworfen wird und seither psychisch angeschlagen ist. Er kann seinen Beruf nicht mehr ausüben und trennt sich von seiner Frau. Er zieht sich in die verfallene Reinerbachmühle zurück, die seit Menschengedenken seiner Familie gehörte, und lebt vom Pachtzins der Bauern, die rund um die Mühle die Felder bebauen. Die Menschen nennen ihn wegen seines seltsamen Betragens „den Narren“.
Nachdem Siebenbürgen rumänisch geworden ist, treten Gesetze in Kraft, die den Grundbesitz, der nicht selbst von den Eigentümern bebaut wird, zugunsten der früheren Pächter enteignet. Daher tauchen auch in der Reinerbachmühle Beamte auf, die die Verhältnisse feststellen, und Kirschen weiß nun, dass das Land, das immer schon seiner Familie gehörte, bald nicht mehr sein Eigentum sein wird. Nur die Mühle selbst und ein kleines Stückchen Land soll ihm verbleiben. Er muss sich in die neuen Verhältnisse fügen, anerkennt aber innerlich nicht, wozu sie ihn zwingen. Da macht ihm der einzige Deutsche unter seinen Pächtern den Vorschlag, er wolle in die Mühle einziehen und diese wieder instand setzen. Er ist der Sohn eines reichen Bauern, der um seiner Liebe zu einer armen Frau willen enterbt worden war und nun sich das Lebensnotwendige schaffen will. Kirschen lässt passiv geschehen, was der junge Kersten Misch geplant hat: dieser zieht mit seiner Frau ein, bringt die Mühle wieder zum Laufen und mahlt das Korn der Bauern. Als die Frau ihr erstes Kind gebären soll und ihr Mann um die Hebamme unterwegs ist, hilft Kirschen bei der Geburt und ist seither etwas teilnehmender am Leben.
Eines Tages im Jahr 1924 fährt Kirschen in die Stadt, um im Heimatmuseum festzustellen, seit wann die Mühle im Besitz seiner Familie ist. Er erfährt, dass sie 1433 Jakobus Kyrschen vom Rat der Stadt geschenkt worden war für dessen Verdienste als Stadthauptmann im Kampf gegen die Türken, also 491 Jahre seiner Familie gehörte. Im Rathaus schaut er sich die Bilder seiner Vorfahren an, die Bürgermeister waren. Mit dem jungen rumänischen Vizebürgermeister entspinnt sich ein Gespräch über die Rechtmäßigkeit der Enteignungen. Der Rumäne sieht sie als sozialen Ausgleich für die bisher besitzlosen Rumänen, die für die deutschen Herren die Felder bebauten – Kirschen als Unrecht, da die bisher Besitzenden die arme Bevölkerung beschützt und überhaupt erst die kulturellen und wirtschaftlichen Strukturen geschaffen haben, die das Leben in Siebenbürgen ermöglichte. Er befürchtet außerdem, dass die neuen Besitzer nicht imstande sein werden, das Land weiterhin ordentlich zu bebauen. Kirschen erkennt aber auch, dass die Zeit der einstigen Herrenfamilien vorbei ist, die einmal als Bauern so begonnen haben, wie heute sein Pächter. Er macht sein Testament und vermacht die Reinerbachmühle dem jungen Misch. Auf dem Sterbebett sagt er zu ihm: „Misch, du erbst vierhunderteinundneunzig Jahre.“ Dieser versteht, was der Alte damit sagen wollte, nämlich dass er sich das Land wieder erarbeiten solle. Die Erzählung endet mit dessen Satz: „An mir soll es nicht liegen!“

## Interpretation
Zillich thematisiert mit dieser Erzählung, deren Sprache Elemente des Heroischen und Nationalen besitzt, die Lage der Deutschen in der Umbruchszeit. Obwohl die Rumänen und die Frage der Enteignungen „neutral“ geschildert werden (der rumänische Vizebürgermeister sagt zu Kirschen: „Heute müssen Sie etwas zurücktreten. Wir rücken nach vorn. Sie schweigen? Oh, ich überschätze einen geschichtlichen Augenblick nicht. Ich weiß, daß uns jeder Erfolg in diesen Jahren bloß zufiel, damit wir ihn erst innerlich erwerben. Wir stehen vor Jahrhunderten der Bewährung. Das ist ein schweres Los, aber –“ seine Augen funkelten, „wir reißen es singend und jubelnd an uns heran! Wir vertrauen uns selbst. Täten Sie es anders?“), ist deutlich zu spüren, dass der Autor skeptisch ist, ob die Rumänen eine ähnliche Rolle wie die Deutschen (die er nur positiv sieht) in Siebenbürgen spielen werden. In Zillichs Sicht sind es die Deutschen, die hier allein kulturschaffend aufgetreten sind, die die Städte gegründet, das Land urbar gemacht und es gegen die Türken verteidigt haben, wodurch ihnen auch ihr angestammtes Recht erwachsen ist. Sein Appell am Ende des Buches geht daher in die Richtung, die Deutschen sollten sich wieder das erarbeiten, was sie durch die geschichtlichen Umstände verloren haben.
Die Beurteilung Zillichs als Schriftsteller schwankt zwischen der eines Klassikers der rumäniendeutschen Literatur und der hauptsächlichen Auffassung, es handle sich bei ihm um einen volksdeutschen Propagandisten und Apologeten des Nationalsozialismus.

## Ausgaben
- Die Reinerbachmühle. Eine Erzählung aus Siebenbürgen. Reclam, Leipzig 1935